# 詹姆斯鎮區 (愛荷華州波特瓦特米縣)
詹姆斯鎮區（英語：James Township）是位於美國愛荷華州波特瓦特米縣的一個行政鎮區。

## 地方資料
根據2010年美國人口普查的數據，詹姆斯鎮區的面積為91.55平方千米，當中陸地面積為90.85平方千米，而水域面積為0.70平方千米。當地共有人口219人，而人口密度為每平方千米2.39人。